# گزارش کمیسیون ۱۱ سپتامبر

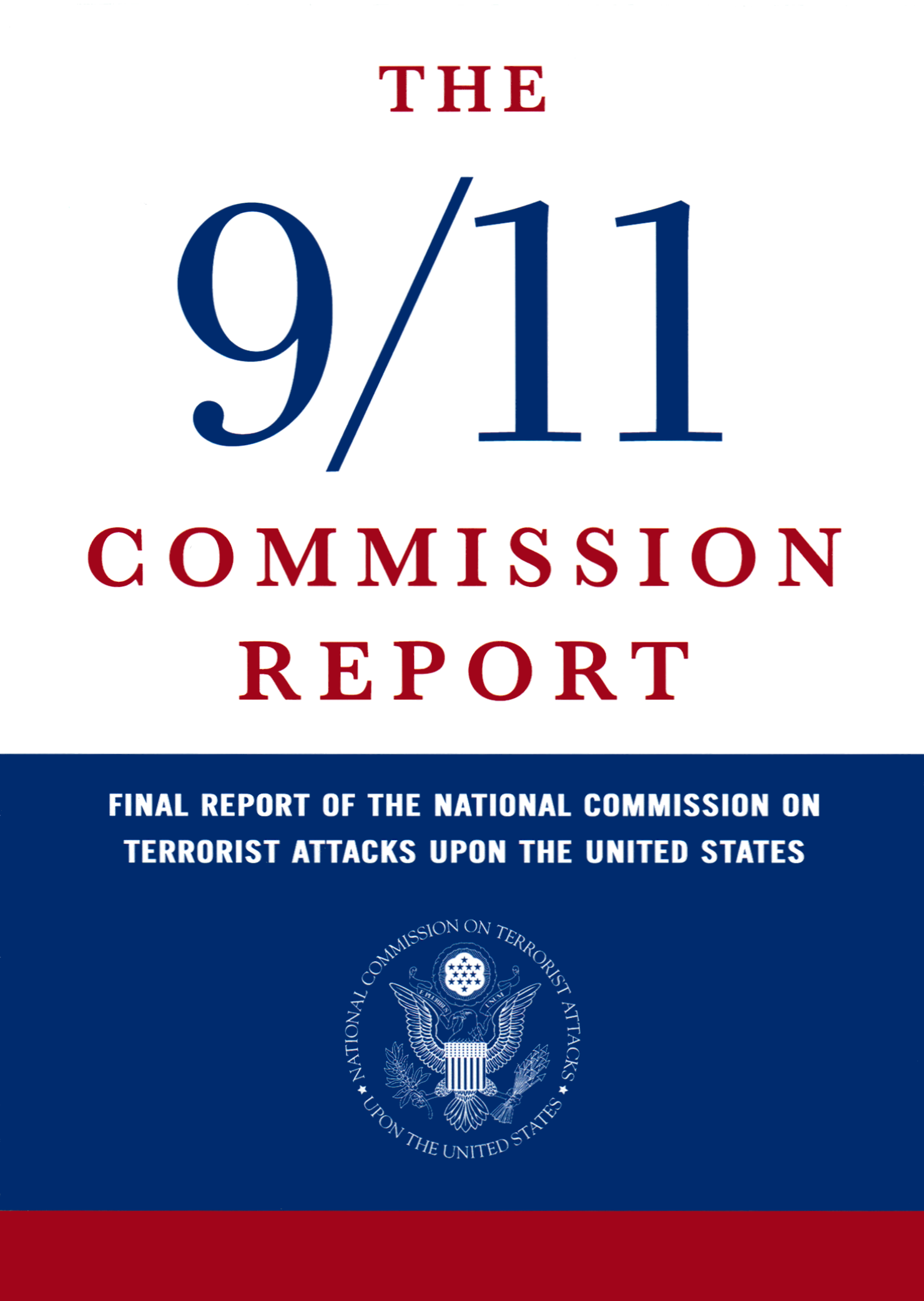
جلد گزارش کمیسیون ۱۱ سپتامبر

گزارش کمیسیون ۱۱ سپتامبر با نام رسمی گزارش نهایی کمیسیون ملی دربارهٔ حملات تروریستی علیه ایالات متحده در ۱۱ سپتامبر گزارش رسمی دولت آمریکا از وقایعی است که منجر به حملات تروریستی به ایالات متحده آمریکا در ۱۱ سپتامبر ۲۰۰۱ شد. این گزارش از طرف «کمیسیون ملی دربارهٔ حملات تروریستی علیه ایالات متحده» تهیه شد که در اواخر سال ۲۰۰۲ با تصویب کنگره و تأیید جرج دابلیو بوش رئیس‌جمهور وقت آمریکا تشکیل شد و آغاز به کار کرد.
گزارش نهایی در ۲۲ ژوئیه ۲۰۰۴ به‌طور عمومی منتشر شد و از طریق سایت رسمی کمیسیون به صورت رایگان و از کتاب فروشی‌های ایالات متحده از طریق خرید در دسترس قرار گرفت.

## تاریخچه
رئیس‌جمهور جرج بوش و کنگره آمریکا در ۲۷ نوامبر ۲۰۰۲ کمیسیون ملی برای حملات تروریستی علیه ایالات متحده را تأسیس کردند و وزیر خارجه سابق، هنری کسینجر به عنوان رئیس آن منصوب شد اما به خاطر تعارض منافع مجبور شد استعفاء دهد. در نهایت در ۱۵ دسامبر ۲۰۰۲ جرج بوش، تامس کین را به عنوان رئیس کمیسیون منصوب کرد. بودجه این کمیسیون ۱۵ میلیون دلار بود و حدود ۸۰ کارمند تمام وقت و پیمانکار داشت.
کمیسیون برای ارائه «یک روایت کامل از شرایط پیرامون حملات تروریستی ۱۱ سپتامبر» ایجاد شد. کمیسیون در طول تحقیقات خود ۱۲ جلسه استماع علنی برگزار کرد. جرج بوش و بیل کلینتون، رئیس‌جمهور وقت و اسبق ایالات متحده، در پیشگاه کمیسیون شهادت دادند اما به‌طور محرمانه، بدون سوگند و بدون ضبط استشهاد.
کمیسیون هشت موضوع را در مجموع بررسی کرد:
- القاعده و سازمان‌دهی حملات
- جمع‌آوری، تحلیل و مدیریت اطلاعات
- سیاست بین‌المللی ضدتروریسم از جمله ایالاتی که در بردارنده تروریست هستند یا بودند یا به آن‌ها پناهگاه امن می‌دهند
- تأمین مالی تروریسم
- امنیت مرزها و بازدیدکنندگان خارجی
- انتظامات و جمع‌آوری اطلاعات در ایالات متحده
- هواپیمارانی تجاری و امنیت حمل‌ونقل، اعم از تحقیق در شرایط چهار هواپیماربایی
- واکنش فوری به حملات در سطوح ملی، ایالتی و محلی از جمله مسائل پیوستگی حکمرانی[۴]

## اعضا
- تامس کین، رئیس کمیسیون، جمهوری‌خواه
- لی هربرت همیلتون، نائب رئیس کمیسیون، دموکرات
- فیلیپ دی. زیلیکو، مدیر اجرایی[۴]

## یافته‌ها
گزارش کمیسیون در ۵۷۰ صفحه و ۱۴ فصل تهیه شد. این گزارش عدم واکنش دولت آمریکا به حملات را ناشی از «قصور در تخیل» و ناتوانی جامعه اطلاعاتی آمریکا در تبادل اطلاعات دانست. لی همیلتون، نائب رئیس کمیسیون گفت «به‌طور کلی دولت نتوانست سناریویی که واقع شد را تصور کند.» تامس کین، رئیس کمیسیون گفت خدمات آژانس‌های اطلاعاتی آمریکا به دولت‌های کلینتون و بوش مطلوب نبوده‌است.
کمیسیون تلاش کرد قصور در آگاه‌سازی ارتش را منحصراً به گردن اداره هوانوردی فدرال (اف.ای. ای) بیندازد. بن اسلاینی، مدیر عملیات اف.ای.ای. در شهر هرندن، ویرجینیا و مونت بلگر، معاون مدیر عامل اف.ای.ای. در ۱۱ سپتامبر هر دو به کمیسیون گفتند که وابسته‌های نظامی حضور داشتند و در واکنش اف.ای.ای. به حوادث شرکت داشتند. اسلاینی اظهار کرد که هر کسی که لازم بود آگاه شود آگاه شد از جمله ارتش.
این کمیسیون نتیجه گرفت که از ۱۹ هواپیماربا ۱۵ نفر تبعه عربستان سعودی بودند اما کمیسیون شواهدی نیافت که دولت سعودی به عنوان یک نهاد یا مقامات ارشد سعودی به‌طور فردی سازمان القاعده را برای اجرای حملات تروریستی تأمین مالی کرده باشند.

## تحلیل‌ها و انتقادها
ریچارد پوزنر در نیویورک تایمز، گزارش کمیسیون را به خاطر سبک نوشتاری جذاب، روان و یک‌دست علی‌رغم تعدد مؤلفان آن ستایش کرد و آن را «یک پیروزی ادبی غیرمحتمل» خواند اما انتقاداتی را نیز بدان وارد کرد؛ از جمله این که گزارش امر تحقیقات را با امر پیشنهادها برای آینده خلط کرده‌است، و این اعتقاد کمیسیون که ساختار اطلاعاتی آمریکا نامناسب است آن را به سوی سرزنش فله‌ای کل ساختار سیاسی آمریکا برای عدم پیشگیری از حملات سوق داده‌است. این ادعای کمیسیون که القاعده «از ناکامی‌های نهادی ما بهره‌برداری کرد» اغراق‌آمیز است چون دولت‌های ایالات متحده پیش از این از خطر اسامه بن لادن به خوبی آگاه بودند اما به دلایل مختلف از اقدام علیه این تهدید خودداری کردند چنان‌که تا یک هفته پیش از حادثه مسئله القاعده در شورای امنیت ملی دولت جورج بوش اصلاً مورد بحث نبود. پونز این امر را به بی‌توجهی طبیعی دولت‌های جدید به اولویت‌های دولت قبل مربوط می‌کند.
در سال ۲۰۰۴، نویسنده مجله هارپر، بنجامین دموت، در مقاله‌ای با عنوان «ماست‌مالی به عنوان خدمت عمومی: چگونه گزارش کمیسیون ۱۱ سپتامبر ملت را فریب می‌دهد» نوشت:
واقعیت غم‌انگیز واضح -- این را بعد از ۴ روز کامل مطالعه گزارش می‌گویم -- این است که گزارش کمیسیون ۱۱ سپتامبر، علی‌رغم حجم عظیم کار پشتیبان آن یک فریب و تقلب است. این کار مجموعه‌ای از مانورهای فرار است که مخاطب را کودک می‌پندارد، حق‌گویی را به خباثت تبدیل می‌کند و واقعیاتی که نیاز به تحقیق و مقابله فوری دارد را پنهان می‌کند. از آن‌جایی که دائماً مشغول ممانعت از تلاش‌ها برای تمیز واکنش‌های رهبری بهتر از بدتر است، کمیسیون نمی‌تواند وظیفه خود مبنی بر تعلیم مخاطب در مورد عادات ذهنی و طبیعت حیاتی که باید در کسانی که برای انجام وظیفه در شرایط بحران انتخاب شده‌اند وجود داشته باشد را انجام دهد.
در سال ۲۰۰۷، کین و همیلتون، رئیس و نائب رئیس کمیسیون، کتابی منتشر کردند و در آن انتقادات جدی را به کمیسیون و گزارش آن وارد کردند؛ از جمله این که آن‌ها «بازی داده شدند تا شکست بخورند»، بودجه به‌طور عمد ناکافی بود تا نتوانند یک تحقیق کامل انجام دهند، از دسترسی به حقیقت ممنوع شدند، و از طرف مقامات ارشد پنتاگون و اداره هوانوردی فدارل فریب داده شدند تا آنجا که به فکر اعلام جرم علیه این مقامات افتاده بودند. کمیسیون دیر راه افتاد و بازه زمانی محدودی داشت؛ از بررسی مدارک اصلی خودداری کرد و تعارض‌ها در روایات مختلف حادثه را نادیده گرفت. آن‌ها گفتند که مدارک کمیسیون «با حقیقت فاصله داشت».